# Velika župa Livac-Zapolje
Velika župa Livac i Zapolje (Livac - Zapolje) bila je jedna od 22 velike župe na prostoru NDH. Sjedište joj je bilo u Novoj Gradišci. Djelovala je od 15. srpnja 1941.
Građansku upravu u župi vodio je veliki župan kao pouzdanik vlade kojeg je imenovao poglavnik. Obuhvaćala je područje kotarskih oblasti: Bosanska Gradiška, Bosanska Dubica, Daruvar, Nova Gradiška, Novska, Pakrac, Požega, Prnjavor i gradove Nova Gradiška i Prnjavor.
Zbog ratnih okolnosti 13. prosinca 1944. bilo je proglašeno iznimno stanje u velikoj župi, pa je vojna vlast zamijenila civilnu. Poslove građanske uprave preuzeo je vojni zapovjednik područja Vuka, Baranja i Posavje. 27. ožujka 1945. poslove građanske uprave preuzeo je glavar građanske uprave, kao poseban opunomoćenik za isto područje.